# Attenreith
Attenreith (früher auch Altenreith) ist eine Ortschaft und eine Katastralgemeinde der Gemeinde Albrechtsberg an der Großen Krems im Bezirk Krems-Land in Niederösterreich. Die Ortschaft hat 85 Einwohner (Stand 1. Jänner 2024).

## Geografie
Das Dorf  liegt westlich von Albrechtsberg oberhalb des Attenreither Baches, eines Zuflusses zur Großen Krems, in einer Mulde. Im Westen erhebt sich der Föhrenbühel (752 m ü. A.) und schützt vor Wind und Wetter, im Norden hält der Sonnwendbühel (745 m ü. A.) die Kälte ab.

## Geschichte
Der Ort erscheint erstmals 1390 als Oeczeinsreut und 1396 als Aeuttenreut. Der Name leitet sich von Rodung eines Ozo oder Rodung einer Agatha her. Anfangs gehörte der Ort zur Herrschaft Hartenstein. Das Kloster in Imbach übergab 1396 hier 17 Häuser an Hans von Neudegg auf Ranna, der von den Meißauern damit belehnt wurde. Um 1584 hatte Georg von Neudegg auf Ranna und Lichtenau in Attenreith 126 Holden. Das Dorf kam später an Lichtenau, das mit Brunn am Walde vereinigt wurde.
Im Jahr 1822 wurde der Ort als Dorf mit 16 Häusern erwähnt, das nach Albrechtsberg eingepfarrt war und wohin auch die Kinder eingeschult wurden. Die Herrschaft Brunn am Walde besaß die Ortsobrigkeit und besorgte die Konskription, während die Herrschaft Gföhl die Landgerichtsbarkeit ausübte.
Nach dem Umbruch 1848 wurde Attenreith ein Teil der Gemeinde Albrechtsberg.
Im Jahr 1938 waren laut Adressbuch von Österreich in Attenreith ein Gastwirt, ein Sägewerk, ein Schmied, ein Schuster und mehrere Landwirte ansässig.

## Besonderheiten
Der Anger wurde Anfang des 20. Jahrhunderts in kleine Parzellen aufgeteilt, auf denen die Bauern Pflanzsteige anlegten. Zunächst wurden ausschließlich weiße Krautrüben gezogen und verkauft. Nach dem Zweiten Weltkrieg dienen die Pflanzsteige den Bewohnern als erweiterter Gemüsegarten.